# Diga di Ōi
La diga di Ōi (大井ダム?, Ōi damu) è una diga a gravità localizzata tra le città di Ena e Nakatsugawa nella prefettura di Gifu, in Giappone. Fu costruita per produrre elettricità per l'area circostante. Il fiume Agi scorre attraverso la diga.
Costruita nel 1924, la diga di Ōi fu la prima diga costruita in un qualsiasi luogo del sul sistema idrografico del fiume Kiso. È anche la prima diga idroelettrica costruita in Giappone. Alta 53,4 m, è la più grande diga a gravità del Giappone dopo la diga di Taishakugawa nella prefettura di Hiroshima. Nel 1983, fu costruita la Nuova diga di Ōi (新大井ダム?, Shin-Ōi Damu) appena a valle. Combinate, esse producono 80 MW di potenza.

## Storia
La porzioni superiori del fiume Kiso hanno un forte flusso in termini di velocità e volume, che ne fanno una localizzazione ideale per le dighe idroelettriche. L'interesse per le dighe idroelettriche in Giappone crebbe notevolmente nel 1911, quando fu approvata una legge sul settore idroelettrico. Date le tecnologie del tempo, però, costruire una diga lungo il fiume Kiso era troppo difficile, perché si verificavano le piene.

## Area circostante
Il bacino creato dalla diga fu chiamato gola di Ena. Lunga più di 10 km, la gola è fiancheggiata da pareti rocciose su entrambi i lati. Lungo il lago creato dalla diga di Maruyama a valle, l'area è stata destinata al parco seminazionale di Hida-Kisogawa.

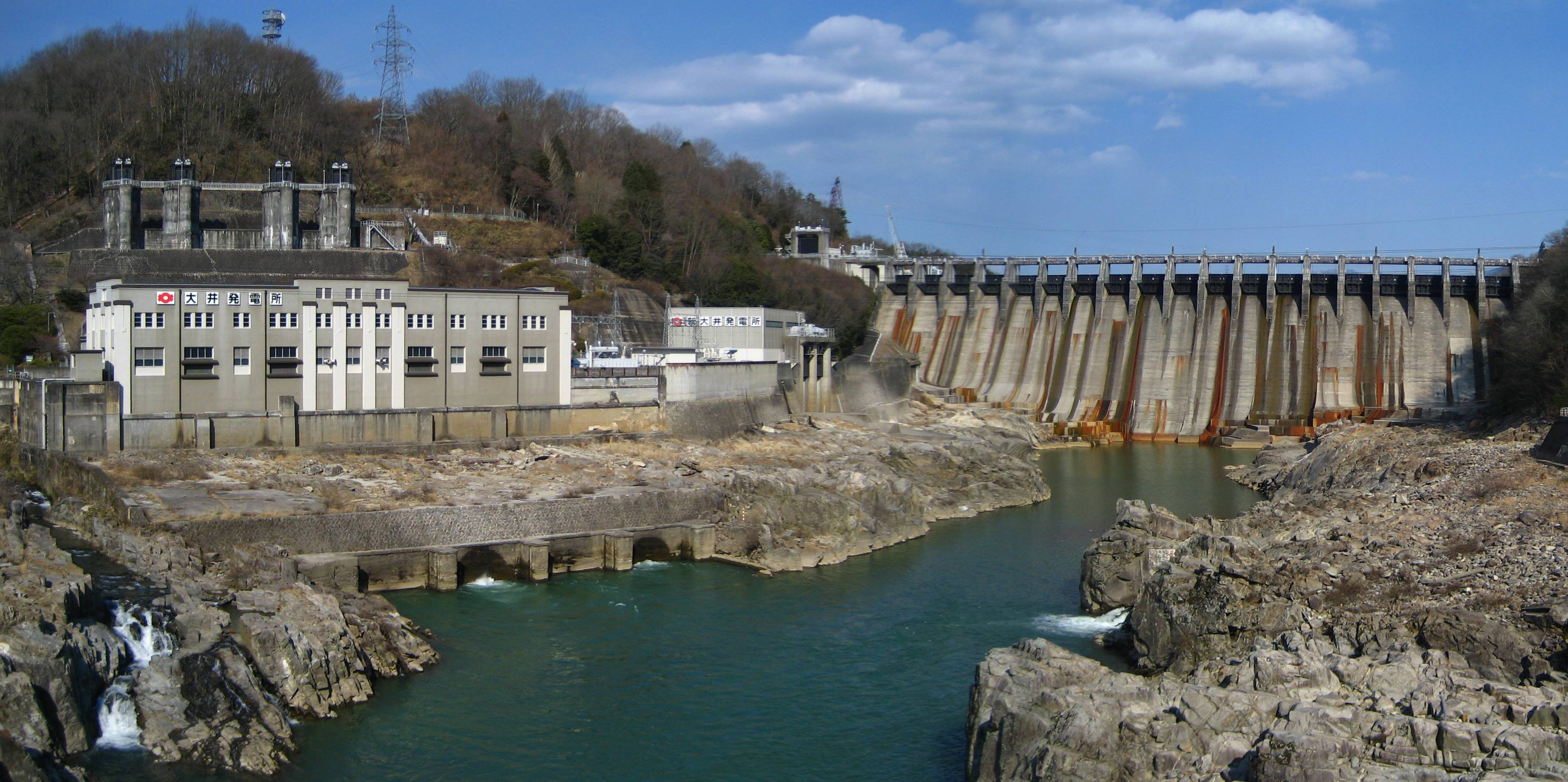
Diga di Ōi